# Liebermann-Reagenz
Mit dem Liebermann-Reagenz wird eine einfache Tüpfelanalyse zur Identifikation von Alkaloiden und weiteren Verbindungen durchgeführt, die nach dem ungarischen Chemiker Leo von Liebermann (1852–1926) benannt ist. Das klare und farblose Reagenz ist im Verhältnis 1 g Kaliumnitrit auf 10 ml konzentrierte Schwefelsäure zusammengesetzt. Ersteres kann auch mit Natriumnitrit ersetzt werden. Hiermit sind Tests auf Rauschdrogen wie Kokain, Morphin, 4-Methoxyamphetamin (PMA) und Paramethoxymethamphetamin (PMMA) möglich.
Zur Durchführung des Tests wird ein Tropfen des Reagenz auf eine geringe Menge der zu testenden Substanz gegeben. Das Resultat wird durch die Verfärbung des Reagenz innerhalb einer bestimmten Zeit ermittelt. Bei einigen wenigen Verbindungen muss der Test auf etwa 100 °C erhitzt werden.
| Substanz                         | Farbe                       |
| -------------------------------- | --------------------------- |
| Alprazolam                       | ohne Reaktion               |
| Kokain                           | gelblich                    |
| Morphin                          | schwarz                     |
| Atropin                          | rot bis orange              |
| Yohimbin                         | blau                        |
| 4-Methoxyamphetamin (PMA)        | violett bis braun           |
| Paramethoxymethamphetamin (PMMA) | violett bis braun           |
| MDMA                             | kräftig braun bis schwarz   |
| Amphetamin                       | kräftig olivgrün            |
| Methamphetamin                   | rot                         |
| 4-Fluoramphetamin                | orange                      |
| Cathinon                         | hellgelb                    |
| Methcathinon                     | hellgelb                    |
| Mephedron                        | hellgelb                    |
| N,N-DMC                          | schwach gelb                |
| 3-FMC                            | ohne Reaktion               |
| 4-MOMC                           | schwach orange              |
| Methylon                         | orange bis braun            |
| Methylendioxypyrovaleron         | gelb bis grün               |
| 4-Me-PPP                         | orange                      |
| Brephedron                       | gelb                        |
| 4-Methylethcathinon              | orange                      |
| Pentedron                        | gelb                        |
| 4-Methyl-Buphedron               | gelb                        |
| Buphedron                        | gelb                        |
| Butylon                          | gelb/grün bis braun         |
| 3,4-DMMC                         | orange                      |
| Naphyron                         | braun                       |
| Benzedron                        | orange                      |
| JWH-307                          | dunkelgelb                  |
| AB-001                           | dunkelgelb                  |
| CB-13                            | dunkelgrün                  |
| JTE-907                          | schwarz (blasenbildend)     |
| UR-144                           | dunkelrot                   |
| URB-597                          | gelbbraun                   |
| URB602                           | dunkelbraun                 |
| URB754                           | hellbraun                   |
| AM-1248                          | dunkelgelb                  |
| AB-034                           | rötlichorange bis dunkelrot |
| A-796,260                        | rötlichorange bis dunkelrot |
| A-834,735                        | rötlichorange bis dunkelrot |
| XLR-11                           | dunkelrot                   |
| AKB48                            | keine Reaktion              |
| JWH-073                          | gelb bis braun              |
| JWH-018                          | gelb bis braun              |
| JWH-200                          | dunkelgelb bis braun        |
| AM-2201                          | gelb bis braun              |
| JWH-203                          | gelb bis orange             |
| RCS-4-C4 homolog                 | braun                       |
| AM-694                           | dunkelgelb                  |
| MAM-2201                         | grün bis braun              |
| AM-2233                          | gelb                        |
| STS-135                          | braun                       |
| 4-MeO-PCP                        | braun                       |
| Methoxetamin                     | orange bis braun            |
| Ethketamine                      | blassgelb                   |
| 3-HO-PCE                         | dunkelbraun                 |
| 5-MeO-DALT                       | dunkelbraun bis schwarz     |
| 4-methyl-aET                     | braun                       |
| 4-AcO-DALT                       | schwarz                     |
| 4-HO-MET                         | schwarz                     |
| 4-HO-MiPT                        | schwarz                     |
| 4-AcO-DET                        | schwarz                     |
| DPT                              | dunkelbraun                 |
| Alpha-Methyltryptamin            | schwarz                     |
| 5-IT                             | dunkelbraun                 |
| 5-APB                            | schwarz                     |
| 6-APB                            | dunkelviolett               |
| Camfetamine                      | dunkelrot                   |
| Methiopropamine                  | dunkelbraun                 |
| MDAI                             | Green > schwarz             |
| 5-IAI                            | dunkelbraun                 |
| Pethidin                         | rot bis orange              |
| Mescalin                         | schwarz                     |
| Allylescalin                     | braun bis schwarz           |
| 2C-T-2                           | rot                         |
| 2C-P                             | grün                        |
| 2C-C                             | gelb über schwarz bis klar  |
| 2C-B                             | gelb bis schwarz            |
| b-methoxy-2C-D                   | grün                        |